# Gorlice
 (avril 2012).
Si vous disposez d'ouvrages ou d'articles de référence ou si vous connaissez des sites web de qualité traitant du thème abordé ici, merci de compléter l'article en donnant les références utiles à sa vérifiabilité et en les liant à la section « Notes et références ».
Gorlice (en allemand Görlitz) est une ville polonaise du powiat de Gorlice dans la voïvodie de Petite-Pologne depuis 1999 ; entre 1975 et 1998, cette ville fit partie de la voïvodie de Nowy Sącz.

## Histoire
Gorlice fut fondée en 1352, sous le règne de Casimir III de Pologne, par des colons allemands provenant de la ville lusacienne de Görlitz. En 1915, durant la première Guerre mondiale, l'offensive de Gorlice-Tarnów est destinée à rompre le front de l'Est.
Succès austro-allemand, cette offensive permet la conquête de la Pologne Russe et l'affirmation définitive du Reich face à son partenaire austro-hongrois.